# St. Gertrud (Barweiler)

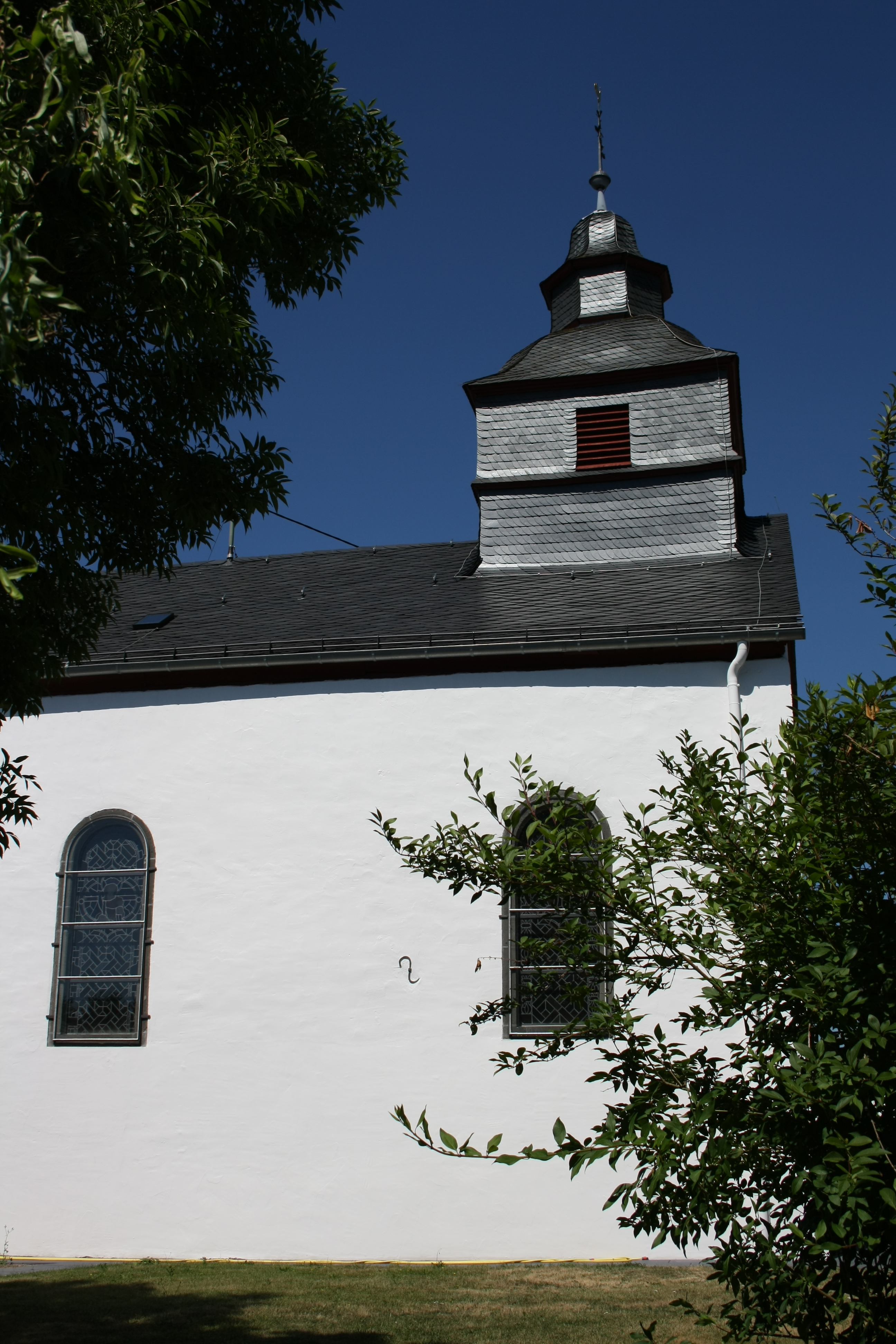
Kirche St. Gertrud in Barweiler

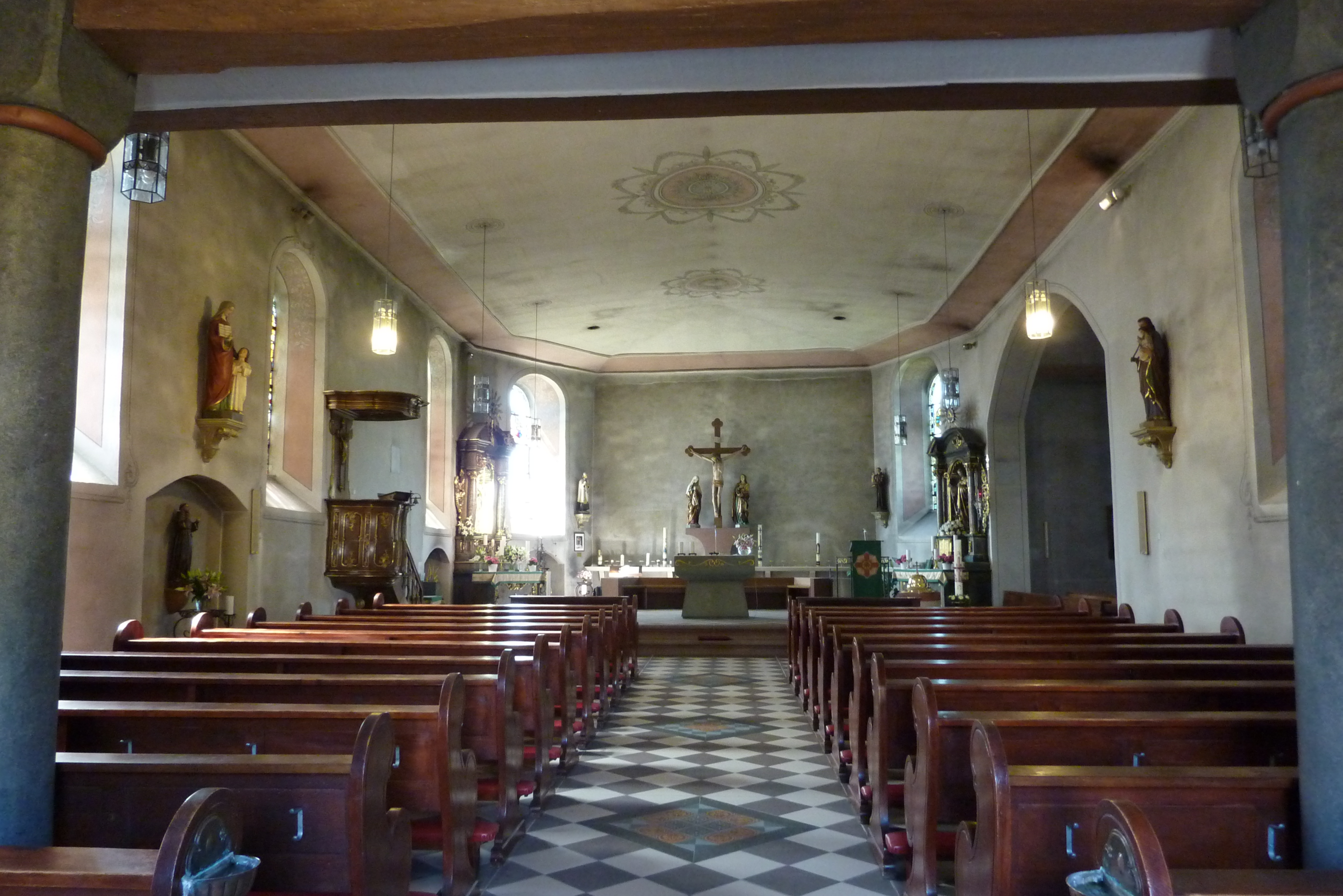
Innenraum von St. Gertrud

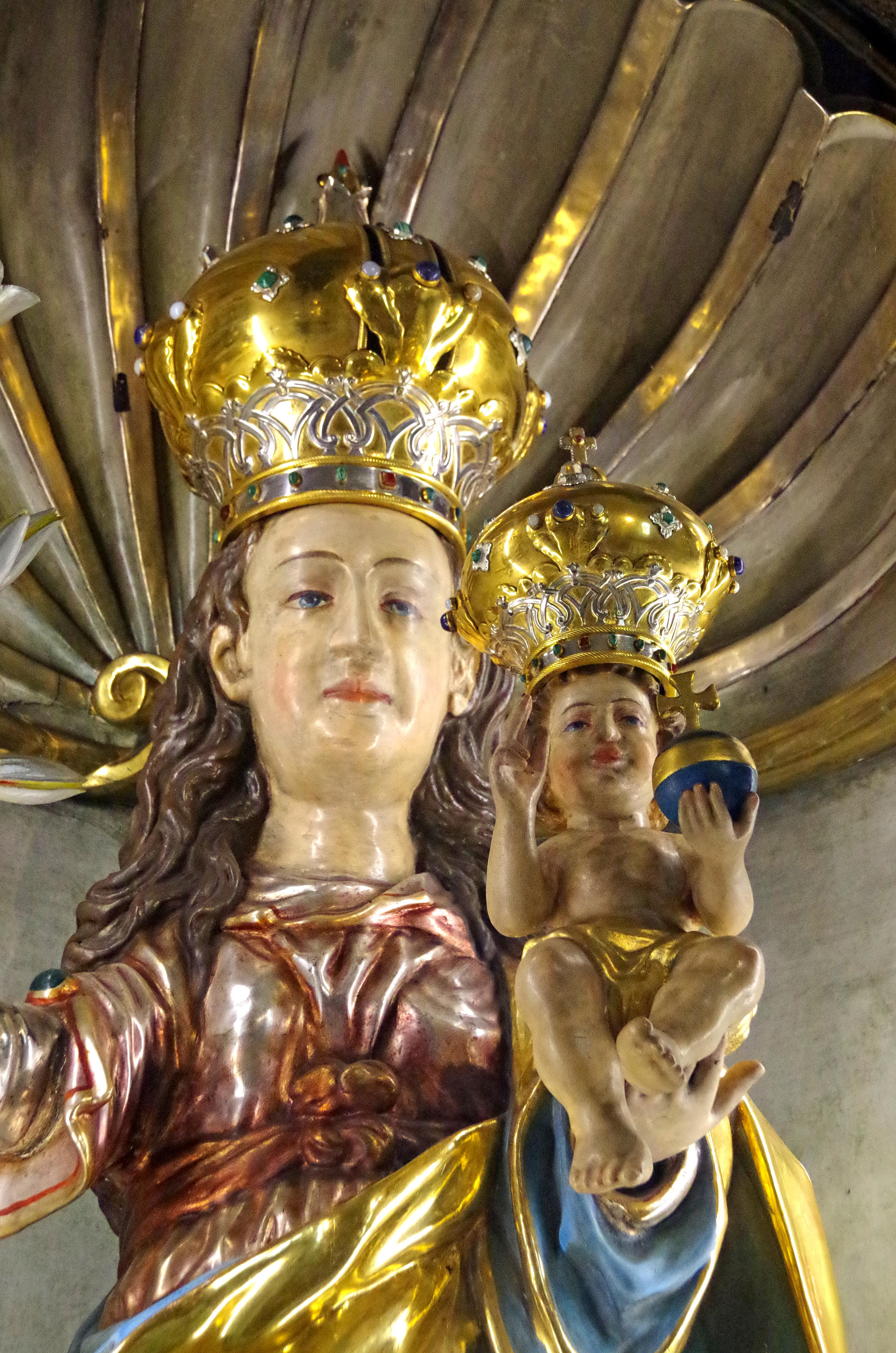
Wallfahrtsaltar, Maria mit Kind

Die katholische Pfarrkirche St. Gertrud in Barweiler, einer Ortsgemeinde im Landkreis Ahrweiler in Rheinland-Pfalz, wurde im 17. Jahrhundert errichtet.

## Geschichte
Schon vor 940 hatte Barweiler eine Kapelle, die zusammen mit der Mutterkirche in „Okyshem“ (Üxheim) der Trierer Abtei St. Maximin gehörte. Papst Innozenz II. nahm am 6. Mai 1140 neben anderen Besitzungen der Abtei auch Barwilre nebst Kirche unter seinen Schutz. Im Liber valoris der Erzdiözese Köln aus dem 14. Jahrhundert wird Barweiler als dem Eifeldekanat zugehörig aufgeführt, bezeichnet den Ort aber nicht als Pfarrei. In einer Aufstellung aus dem Jahr 1668 nennt als Patrone der Pfarrkirche zu Barweiler die heilige Gertrud und den heiligen Nikolaus; Kollator war der Abt von St. Maximin. Barweiler wurde in der Reformationszeit Pfarrkirche, weil die Mutterkirche in Üxheim zu der Zeit zur Lutherischen Lehre überging und Barweiler sich von Üxheim trennte.
Die heutige der heiligen Gertrud von Nivelles geweihte Kirche wurde an Stelle eines Vorgängerbaus im 18. Jahrhundert errichtet. Auf Grund des Pilgerzustroms wurde die Kirche 1826/27 umgebaut und die letzte Erweiterung wurde in den 1960er Jahren vorgenommen, als ein Nordflügel angefügt wurde, der ebenso groß wie das bisherige Kirchenschiff ist.

## Architektur
Der einschiffige nach Westen ausgerichtete alte Bruchsteinbau hat eine Länge von 23,95 und eine Breite von 10,25 Metern. Die  Rundbogenfenster sind mit Basaltlava eingefasst. Auf dem schiefergedeckten Dach befindet sich auf der Ostseite ein quadratischer Dachreiter mit welscher Haube. Im Innern ist die flache Decke mit leichten Stichbogen versehen und die Wandbemalung ist dezent gehalten. Der linke Seitenaltar ist der Muttergottes mit der Lilie gewidmet, ihre Statue befindet sich zum Schutz hinter Glas.

## Marienwallfahrt Barweiler
Es ist überliefert, dass die Wallfahrt zur Muttergottes mit der Lilie in Barweiler ihren Ursprung während der Reformationszeit hat. Es wird erzählt, dass im Sommer des Jahres 1726 die in der Kirche befindliche Statue der Muttergottes mit Blumen geschmückt und eine Lilie in die rechte Hand der Statue gesteckt wurde. Nachdem die Lilie bereits verdorrt war, begann diese im September, um das Fest Mariä Geburt von neuem Knospen zu treiben. Dieses Wunder, von den kirchlichen Behörden untersucht und anerkannt, führte dazu, dass die Kirche in Barweiler von der Eifelbevölkerung als ein besonderer Gnadenort betrachtet wurde. In der Folgezeit setzte ein reger Pilgerstrom ein und viele wundersame Heilungen und Gebetserhörungen fanden statt.
Seit dieser Zeit kommen ab September bis Mitte Oktober zahlreiche Prozessionen aus der gesamten Eifel nach Barweiler. Die Wallfahrtszeit endet am 13. Oktober.

## Pfarreiengemeinschaft St. Gertrud
Die Pfarreiengemeinschaft St. Gertrud gehört zum Dekanat Ahr-Eifel im Bistum Trier. Zur Pfarreiengemeinschaft gehören auch die Pfarreien St. Maximin in Antweiler, St. Nikolaus in Aremberg, St. Sebastianus in Dorsel und St. Wendelinus in Kirmutscheid. Seit 2011 gehört St. Gertrud Barweiler zur Pfarreiengemeinschaft Adenauer Land.